# Khammam (distrito)

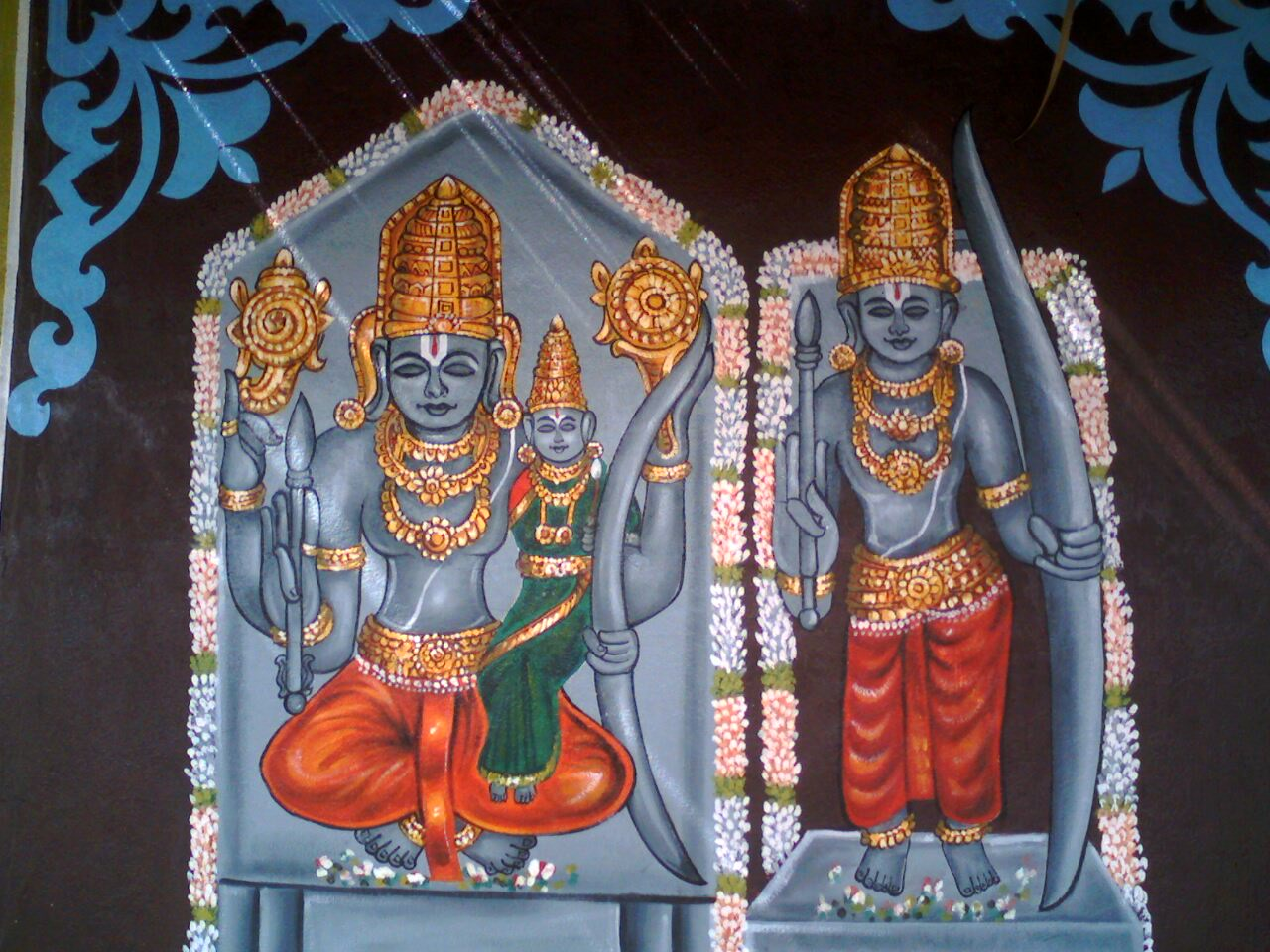
Uma pintura do século XXI no templo Sri Yogananda Lakshmi Narasimha Swamy em Bhadrachalam

O distrito de Khammam é um distrito do estado indiano de Telanganá. Tem uma área de 16.029 km².
Segundo o censo de 2001, este distrito tinha uma população de 2.565.412 habitantes e uma densidade populacional de 160 habitantes/km².
A sua capital é Khammam.